# Campeonato Sul-Americano de Voleibol Feminino de 2001
O 24º Campeonato Sul-Americano de Voleibol Feminino foi realizado no ano de 2001 em Morón, Argentina.

## Tabela Final
| Posição | Equipe    |
| ------- | --------- |
|         | Brasil    |
|         | Argentina |
|         | Venezuela |
| 4       | Uruguai   |
| 5       | Chile     |
| 6       | Paraguai  |
| 7       | Bolívia   |

## Premiação
| Campeonato Sul-Americano de Voleibol Feminino de 2001 |
| border.                                               |
| ----------------------------------------------------- |
| Brasil (12º título)                                   |